# Inger Elisabeth Hansen
Inger Elisabeth Hansen (Oslo, 20 de abril de 1950) es una poetisa, traductora y académica noruega que ha incursionado en varios géneros, entre ellos la literatura infantil. Una de sus primeras publicaciones fue Det er nå det er like før en 1976. En 1994 recibió el Premio Dobloug de la Academia Sueca.

## Obras
- Det er nå det er like før – poesía (1976)
- Klodedikt – poesía (1979)
- Hablabaror – poesía (1983)
- Dobbel dame mot løvenes ørken – poesía (1986)
- Pinlige historier – cuentos (1991)
- Hugo og de tre som forsvant – literatura infantil (1992)
- I rosen – poesía (1993)
- Fraværsdokumenter – poesía, Aschehoug (2000)
- Blindsoner – essays (2002)
- Trask – poesía (2003)
- 5 x Hansen. Dikt i utvalg – poesía, Aschehoug (2004)
- Å resirkulere lengselen. Avrenning foregår – poesía, Aschehoug (2015)

### Traducciones
- Vicente Aleixandre: Undergang eller kjærlighet (1978)
- Märta Tikkanen: Århundrets kjærlighetssaga (1979)
- Rafael Alberti: Engler i gatene (1980)
- Märta Tikkanen: Mørket som gir gleden dyp (1981)
- Juan Gelman: Bein og bebudelser (1989)
- Rosario Castellanos: Brukne negler (Cappelen, 2001)
- Julia de Burgos: Blå, klar (2005)
- César Vallejo: Menneskelige dikt (Aschehoug, 2007)

Doblaje
- Det opprørske alfabetet – cortometraje (1994).